# Herman Maximilien de Burlet
Jhr. Herman Maximilien de Burlet (Rotterdam, 6 november 1883 – Königswinter, 23 april 1958) was een Nederlands hoogleraar anatoom, patholoog, fysioloog en embryoloog. In april 1943 maakte hij deel uit van de Internationale Onderzoekscommissie die de massamoord op Poolse legerofficieren in Katyn (1940) onderzocht. Tijdens de Duitse bezetting van Nederland was De Burlet (tussen 1943 en 1945) nationaalsocialistisch rector van de Rijksuniversiteit Groningen.

## Levensloop
De Burlet, telg uit het Belgische adellijke geslacht De Burlet, studeerde aan de Universiteit Utrecht en werd daar op 1 oktober 1908 tot prosector benoemd. Hij deed veel onderzoek naar het gehoororgaan bij gewervelde dieren. In 1911 of 1912 promoveerde hij te Zürich op de Duitstalige dissertatie Die äusseren Formverhältnisse der Leber beim menschlichen Embryo, die later in Leipzig werd gepubliceerd. Op 28 januari 1931 werd hij bij Koninklijk Besluit tot gewoon hoogleraar anatomie en embryologie aan de Rijksuniversiteit Groningen benoemd. Op 14 maart van dat jaar hield hij zijn inaugurele rede Over onderwijs en onderzoek in ontleedkunde. Tijdens de Duitse bezetting van Nederland was De Burlet vanaf 1942 rector magnificus van dezelfde universiteit, als opvolger van de geëmeriteerde Johannes Kapteyn.
In 1943 was hij op verzoek van het Internationale Rode Kruis en de Duitse Wehrmacht lid van de onderzoekscommissie van wetenschappers naar de massamoord in Katyn, waar duizenden Poolse officieren werden vermoord door de Sovjet-Unie. De Deense hoogleraar Helge Tramsen noteerde in 1943 in Smolensk, dat de Burlet erg vijandig sprak over het Verenigd Koninkrijk en de Sovjet-Unie.
Op 19 februari 1947 werd De Burlet met terugwerkende kracht vanaf 16 april 1945 bij beschikking van de Minister van Onderwijs, op grond van het Zuiveringsbesluit 1945 wegens zijn lidmaatschap van de NSB ontslagen als rector magnificus. Hij was reeds in april 1945  gearresteerd maar werd in afwachting van zijn proces vrijgelaten en verdween spoorloos. Op 1 maart 1949 werd hem voor de politieke kantonrechter ten laste gelegd dat hij lid was geweest van de NSB en de organisaties Medisch Front, Volksdienst en Opvoedersgilde; dat hij bereid was geweest de WA 'vormingslessen' te geven; dat hij als rector-magnificus had ingestemd met het voornemen van de bezetter studenten gedwongen te werk te stellen in Duitsland, en dat hij bereid was daartoe namenlijsten te verstrekken; dat hij sterk aandrong op het tekenen van de loyaliteitsverklaring. Ook vriendelijke omgang met de bezettingsautoriteiten, onder wie de SD-chef Bernard Georg Haase werd hem ten laste gelegd. Op 19 november 1949 werd De Burlet bij verstek veroordeeld tot vier jaar gevangenisstraf en verbeurdverklaring van eigendommen die zich op twee locaties van de universiteit bevonden.
Pas na zijn dood werd bekend dat De Burlet tussen 1945 en 1953 als onderzoeker en universitair docent in Philadelphia in de Verenigde Staten had gewerkt. Daarna ging hij met zijn vrouw, van Duitse afkomst, bij Königswinter (West-Duitsland) wonen, waar hij overleed. Prof. jhr. dr. H.M. de Burlet kreeg met zijn echtgenote drie kinderen van wie er een vermoedelijk in 1944 om het leven kwam. Zijn zoon jhr. M.A.H. de Burlet (1921-1992) volgde hem op als chef de famille van het adellijke geslacht.

## Externe link

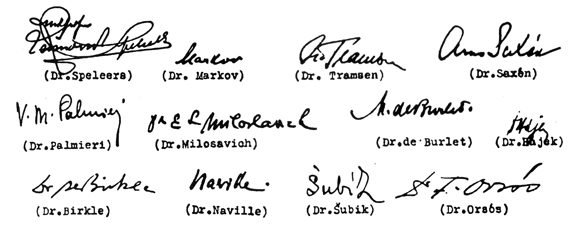
Handtekening van De Burlet en andere leden van de Onderzoekscommissie Katyn